# آنا الباکیان
آنا آبراهامی الباکیان (ارمنی: Աննա Աբրահամի Էլբակյան؛ زاده ۵ سپتامبر ۱۹۶۳) یک بازیگر سینما، تلویزیون و تئاتر اهل ارمنستان است.

## زندگی‌نامه
در سال ۱۹۸۲ از آکادمی دولتی تئاتر سوندوکیان ایروان فارغ‌التحصیل شده است.

## گزده آثار

### گزیده فیلم‌شناسی
از فیلم‌های سینمایی و مجموعه‌های تلویزیونی که وی در آن نقش‌آفرینی نموده است می‌توان به آثار زیر اشاره کرد:
- استخوان سفید
- رو به دیوار
- مرد روحانی کجا بودی؟
- سارق
- ایروان عزیز
- شبح
- مرثیه
- برای شرف (مجموعه تلویزیونی) (۲۰۲۰)

### بخشی از نمایش
- چهل روز موسی داغ
- هوس زیر درخت نارون
- دوران زندگی تو
- شاه لیر
- غارنشینان
- ناگهان تابستان گذشته
- نمایش استریندبرگ
- چراغ‌های سرخ
- زندگی مولیر

## جوایز
- جایزه بهترین بازیگر نقش اول زن در «آکادمی ملی فیلم ارمنستان "هایک"» (۲۰۱۲)
- جایزه بهترین بازیگر نقش اول زن در «آکادمی ملی تئاتر ارمنستان "آرتاوازد"» (۲۰۰۸)
- جایزه بهترین بازیگر نقش اول زن در «آکادمی ملی تئاتر ارمنستان "آرتاوازد"» (۲۰۰۵)
- مدال طلای ورزات فرهنگ جمهوری ارمنستان (۲۰۰۱)
- جایزه هنرمند افتخاری جمهوری ارمنستان توسط وزارت فرهنگ برای بهترین بازیگر نقش اول زن (۲۰۰۶)